# Formica subcyanea
Formica subcyanea é uma espécie de formiga do gênero Formica, pertencente à subfamília Formicinae.